# The Atomic City
The Atomic City (bra: A Cidade Atômica) é um filme estadunidense de 1952, do gênero suspense, dirigido por Jerry Hopper e estrelado por Gene Barry e Lydia Clarke.
O filme marcou a estreia de Hopper na direção e, segundo o crítico Leonard Maltin, surpreendeu ao contar uma história bem-amarrada e repleta de suspense, apesar do baixo orçamento.
Rodado em locações autênticas, na usina de energia atômica de Los Alamos, e em tom de documentário, o filme foi agraciado com uma indicação ao Oscar de melhor roteiro original.

## Principais premiações
| Prêmio     | Categoria               | Recipiente   | Situação |
| ---------- | ----------------------- | ------------ | -------- |
| Oscar 1953 | Melhor roteiro original | Sydney Boehm | Indicado |

## Elenco
| Ator/Atriz    | Personagem             |
| ------------- | ---------------------- |
| Gene Barry    | Frank Addison          |
| Lydia Clarke  | Martha Addison         |
| Michael Moore | Russ Farley            |
| Nancy Gates   | Ellen Haskell          |
| Lee Aaker     | Tommy Addison          |
| Milburn Stone | Inspetor Harold Mann   |
| Bert Freed    | Emil Jablons           |
| Frank Cady    | Agente George Weinberg |

## Sinopse
Terroristas soviéticos raptam o filho do físico nuclear Frank Addison. Em troca, exigem os documentos secretos da bomba H. O FBI interfere e inicia-se uma perseguição que se estenderá pela região montanhosa que circunda a cidade de Los Alamos, no Novo México.